# Walki o Żnin (1919)
Walki o Żnin – trzydniowe walki powstańców wielkopolskich z siłami pruskimi, do których doszło w dniach 10–12 stycznia 1919 w Żninie.
Władza polska powróciła do Żnina 1 stycznia 1919, kiedy to na ratuszu wywieszono biało-czerwoną flagę. Powyższe było skutkiem wcześniejszych przygotowań prowadzonych przez tajny czteroosobowy Komitet Obywatelski w składzie: por. Kazimierz Rychlewski, Wojciech Jączyński (lekarz), Michał Kolasiński (robotnik), Władysław Balski (piekarz). Komitet ten ściśle współpracował z komendantem Powiatowej Rady Ludowej – porucznikiem Lerchenfeldem. Dzięki przygotowaniom zbrojnym i pomocy oddziału przybyłego z Cerekwicy, opanowano miasto w południe pierwszego dnia stycznia 1919. Komendanturę objął Kazimierz Rychlewski. Z uwagi na strategiczne położenie miasta i plany niemieckie odcięcia Wielkopolski od ziem byłego zaboru rosyjskiego, Niemcy podjęli 10 stycznia próbę odbicia Żnina z rąk polskich. Do miasta wkroczył oddział Grenzschutzu pod dowództwem porucznika Eckerta (Detachement Eckert). Plan niemiecki był bardzo czytelny dla wojska polskiego, w związku z czym oddziały polskie zmobilizowały się do kontrnatarcia, mimo tego, że działały bez jednolitego kierownictwa (naczelne dowództwo powstańcze sformowało się dopiero 11 stycznia w Poznaniu). Na Żnin wyruszyły dwie grupy powstańców – jedna z Damasławka (pod dowództwem kapitana Jana Tomaszewskiego), a druga z Gniezna (tą dowodził sierżant Marceli Cieślicki). Do najostrzejszych walk doszło 11 stycznia przed południem, kiedy to do miasta przybyły posiłki niemieckie z Szubina pod dowództwem porucznika Arno Mantheya. Siły niemieckie wspomagane były również przez pociąg pancerny, co jednak nie doprowadziło do uzyskania przez nie przewagi. Kiedy wieczorem 11 stycznia, Polacy zaatakowali Szubin, porucznik Manthey wycofał się ze Żnina by bronić swoje rodzinne miasto. Pozostałe niemieckie oddziały wycofały się w nocy. Rano 12 stycznia miasto zostało zajęte przez Polaków, z których zginęło 32 (sierżant Cieślicki został ciężko ranny). W trakcie walk zdobyto pociąg pancerny, co upamiętnia pomnik pod Rynarzewem.